# ایر اینچئون
ایر اینچئون (به انگلیسی: Air Incheon) یک شرکت هواپیمایی با کد یاتا KJ است که در تاریخ ۲۰۱۲ میلادی تأسیس شده و در تاریخ ۲۰۱۳ فعالیتش را آغاز کرده‌است. دفتر مرکزی ایر اینچئون در سئول، کره جنوبی واقع شده‌است و قطب این شرکت هواپیمایی در فرودگاه بین‌المللی اینچئون قرار دارد و به ۴ مقصد، پرواز انجام می‌دهد.